# Lijst van spelers van Polonia Warschau
Deze lijst bevat voetballers die bij de Poolse voetbalclub Polonia Warschau spelen of gespeeld hebben. De namen zijn alfabetisch gerangschikt.

## A
- Seth Ablade
- Miloš Adamović
- Lukasz Adamski
- Andreu
- Henryk Apostel
- Ensar Arifović
- Joseph Aziz

## B
- Arkadiusz Bąk
- Krzysztof Bąk
- Jacek Banaszynski
- Mateusz Bartczak
- Radosław Bartoszewicz
- Marcin Baszczyński
- Erdžan Beciri
- Tadeusz Bednarowicz
- Zygfryd Blaut
- Jan Boguszewski
- Marek Borowski
- Henryk Borucz
- Edward Brzozowski
- Tomasz Brzyski
- Jerzy Bulanow
- Paweł Buśkiewicz
- Maciej Bykowski

## C
- Andrzej Cehelik
- Michal Chalbinski
- Michal Chamera
- Daniel Ciach
- Michał Ciarkowski
- Adam Cichon
- Tadeusz Cieciera
- Tomasz Ciesielski
- Lech Cieslak
- Józef Ciszewski
- Marek Citko
- César Cortés
- Đorđe Čotra
- Bruno Coutinho
- Mieczyslaw Czajkowski

## D
- Jacek Dabrowski
- Józef Dankowski
- Joe DiBuono
- Wlodzimierz Dorobek
- Anatolie Doroş
- Marcin Drajer
- Piotr Duda
- Vladimir Dvalisjvili
- Dariusz Dziekanowski
- Piotr Dziewicki
- Dariusz Dzwigala

## E
- Emmanuel Ekwueme
- Martins Ekwueme

## F
- Teslim Fatusi
- Matías Favano
- Krystian Feciuch
- Bronislaw Fichtel
- Bartek Fogler

## G
- Krzysztof Gajtkowski
- Janusz Gancarczyk
- Jan Gawronski
- Radoslaw Gilewicz
- Michał Gliwa
- Pawel Glowacki
- Arkadiusz Gmur
- Igor Golaszewski
- Konrad Golos
- Daniel Gołębiewski
- Robert Gubiec

## H
- Pawel Hajduczek

## I
- Massimiliano Iezzi
- Pawel Ignatowicz
- Benjamin Imeh
- Filip Ivanovski

## J
- Wieslaw Jablonowski
- Jerzy Jagiello
- Grzegorz Jakosz
- Marcin Jałocha
- Andrzej Jankowski
- Marcin Janus
- Sebastian Janusiński
- Slawomir Jarczyk
- Damian Jaroń
- Lukasz Jarosiewicz
- Henryk Jaznicki
- Dawid Jedrzejak
- Róbert Jež
- Tomasz Jodłoviec

## K
- Jacek Kacprzak
- Pawel Kaczorowski
- Aleksander Kahane
- Arkadiusz Kaliszan
- Jan Karaś
- Adam Karpinski
- Krzysztof Kazimierczak
- Szymon Kazmierowski
- Antoni Keller
- Lukasz Kepa
- Sebastian Keska
- Tomasz Kiełbowicz
- Paweł Kieszek
- Stefan Kisielinski
- Walerian Kisielinski
- Piotr Klepczarek
- Amadeusz Klodawski
- Piotr Kluzek
- Grzegorz Kmiecik
- Piotr Kobierecki
- Adam Kogut
- Daniel Kokosinski
- Adam Kokoszka
- Bartłomiej Konieczny
- Janusz Kopec
- Artur Kosciuk
- Piotr Kosiorowski
- Jacek Kosmalski
- Tomasz Kotwica
- Jacek Kowalczyk
- Igor Koziol
- Dariusz Kozubek
- Grzegorz Krol
- Mieczyslaw Kruk
- Wlodzimierz Krygier
- Andrzej Krzystalowicz
- Tamás Kulcsár
- Piotr Kulpaka
- Artur Kupiec
- Marcin Kus
- Kamil Kuzera

## L
- Marian Lacz
- Marian Lanko
- Andrzej Latka
- Jarosław Lato
- Vlade Lazarevski
- Dominik Lemanek
- Jacek Lesiak
- Grzegorz Lewandowski
- Mariusz Liberda
- Jan Loth
- Stefan Loth
- Ryszard Lysakowski
- Antoni Łukasiewicz

## M
- Radosław Majdan
- Radosław Majewski
- Daniel Mąka
- Leonard Malik
- Mariusz Malinowski
- Artur Marczewski
- Krzysztof Markowski
- Marek Matuszek
- Jaroslaw Mazurkiewicz
- Maciej Michniewicz
- Adrian Mierzejewski
- Leonard Miklaszewski
- Grazvydas Mikulenas
- Robert Mioduszewski
- Igor Morozov
- Jacek Moryc
- Tomasz Moskal
- Mariusz Mowlik
- Zbigniew Murdza
- Radek Mynář

## N
- Jozef Nawrot
- Milan Nikolić
- Sebastian Nowak
- Roman Nowicki
- Edward Piotr Nyc
- Krzysztof Nykiel

## O
- Brain Obem
- Waldemar Obrebski
- Zygmunt Ochmanski
- Emmanuel Olisadebe
- Sebastian Olszar
- Arkadiusz Onyszko
- Julian Ordon
- Aleksandr Osipovich

## P
- Wieslaw Pacocha
- Jaroslaw Pasnik
- Jacek Paszulewicz
- Lukasz Paulewicz
- Mariusz Pawlak
- Jacek Pawlowski
- Karol Pazurek
- Łukasz Piątek
- Grzegorz Piechna
- Piotr Piechniak
- Dariusz Pietrasiak
- Marian Piglowski
- Piotr Plewnia
- Robertas Poškus
- Andrzej Przeworski
- Sebastian Przyrowski

## R
- Patryk Rachwał
- Dmitriy Rekish
- Piotr Rocki
- Piotr Rowicki

## S
- Maciej Sadlok
- Tomasz Sajdak
- Artur Salamon
- Jan Samek
- Wiktor Samowicz
- Artur Sarnat
- Marcelo Sarvas
- Andrzej Sazonowicz
- Maciej Scherfchen
- Lumir Sedlacek
- Bronislaw Seichter
- Henryk Serafin
- Damian Seweryn
- Krzysztof Siejko
- Zankarlo Šimunić
- Andrey Sinishin
- Łukasz Skrzyński
- Mateusz Slawik
- Ebi Smolarek
- Jacek Sobczak
- Pawel Sobczak
- Artur Sobiech
- Marek Sokołowski
- Dariusz Solnica
- Zdzislaw Sosnowski
- Piotr Stokowiec
- Jaroslav Studzizba
- Janusz Surdykowski
- Tadeusz Swiatek
- Tadeusz Swicarz
- Piotr Świerczewski
- Luis Swisher
- Wladyslaw Szczepaniak
- Maciej Szczesny
- Rafal Szwed
- Wojciech Szymanek

## T
- Bartosz Tarachulski
- Maciej Tataj
- Błażej Telichowski
- Łukasz Teodorczyk
- Maciej Terlecki
- Stanislaw Terlecki
- Emmanuel Tetteh
- Jakub Tosik
- Łukasz Trałka
- Aleksander Tupalski

## U
- Ivan Udarević
- Stanley Udenkwor
- Mariusz Unierzyski
- Tomasz Unton

## V
- Donatas Vencevičius

## W
- Dariusz Wdowczyk
- Grzegorz Wedzynski
- Zdzislaw Wesolowski
- Tomasz Wieszczycki
- Ryszard Wilczynski
- Ireneusz Wojcik
- Piotr Wojdyga
- Jakub Wroblewski
- Paweł Wszołek
- Zbigniew Wyciszkiewicz

## Y
- Sasha Yunisoglu

## Z
- Mariusz Zasada
- Tadeusz Zastawniak
- Rafał Zembrowski
- Marcin Żewłakow
- Michał Żewłakow
- Jerzy Ziemski
- Edmund Zientara
- Janusz Zmijewski
- Stefan Zmudzki
- Tomas Zvirgzdauskas
- Andrzej Zygmunt
- Mateusz Żytko